# حشره‌خوار سینروس
 حشره‌خوار سینروس (نام علمی: Sorex cinereus) نام یک گونه از سرده حشره‌خوارهای دم‌دراز است.